# Refugio nacional de vida silvestre Isla de Navaza
El Refugio Nacional de Vida Silvestre Isla de Navaza (en inglés: Navassa Island National Wildlife Refuge) protege los ecosistemas de arrecifes de coral, la vida silvestre y plantas nativas, así como proporciona oportunidades para la investigación científica en y alrededor de la isla de Navaza (un territorio administrado por Estados Unidos y reclamado por Haití). El Refugio de Vida Silvestre Nacional se encuentra a 35 millas (56 km) al oeste de la península de Tiburón de Haití. El refugio abarca 1.344 acres (5,44 kilómetros cuadrados) de tierra y un radio de 12 millas náuticas (22,2 km) de hábitat marino alrededor de la isla .
La isla cuenta con grandes colonias de anidación de aves marinas incluyendo más de 5.000 piqueros patirrojos (Sula sula). Navaza es el hogar de cuatro especies de lagartijas endémicas. Otros dos lagartijas endémicas - . Cyclura cornuta onchiopsis y Leiocephalus eremitus , se han extinguido.
Navaza se administra como parte del complejo de Vida Silvestre nacional Islas del Caribe. Debido a las condiciones costeras peligrosas, y para la preservación del hábitat de las especies, el refugio está cerrado al público.